# Wolfsberg (Ilmenau)
Wolfsberg è una frazione della città tedesca di Ilmenau.

## Storia
Il comune di Wolfsberg venne aggregato nel 2018 alla città di Ilmenau.